# Beauvoir-Wavans
Beauvoir-Wavans är en kommun i departementet Pas-de-Calais i regionen Hauts-de-France i norra Frankrike. Kommunen ligger i kantonen Auxi-le-Château som tillhör arrondissementet Arras. År 2022 hade Beauvoir-Wavans 363 invånare.

## Befolkningsutveckling
Antalet invånare i kommunen Beauvoir-Wavans
| Referens: INSEE |